# Catalauniscus espanoli
Catalauniscus espanoli là một loài chân đều trong họ Trichoniscidae. Loài này được Vandel miêu tả khoa học năm 1953.